# KOrganizer
KOrganizer és el gestor d'informació personal de KDE el qual permet gestionar una agenda, compromisos diaris, establir alarmes i llistes de tasques pendents. Importa calendaris en formats estandarditzats com vCalendar i iCalendar i intercanvia informació amb serveis en el núvol com Nextcloud, Kolab i Google Calendar.
Forma part de la suit de gestió de la informació personal Kontact i com a tal és programari lliure i està alliberat sota la llicència GPL.